# 카이로네이아의 섹스투스
카이로네이아의 섹스투스(현대 그리스어: Σέξτος ὁ Χαιρωνεύς 95년경 – 185년경)는 철학자로, 플루타르코스의 손자 또는 조카,이자 마르쿠스 아우렐리우스 황제의 교사들 중 한 명이다.

## 생애
일부 역사가들은 플루타르코스와 그의 관계 때문에 섹스투스가 플라톤주의 철학자라고 추론하였다. 그 외는 대표적으로 사실성이 떨어지는 '히스토리아 아우구스타에서 섹스투스를 마르쿠스 아우렐리우스의 교사라고 하는 애매모호한 언급 때문에 그를 스토아 학파라고 추론하였다.
'수다' 역시도  마르쿠스의 아우렐리우스가 카이로네이아의 섹스투스를 몹시나도 맘에 들어하여 그와 함께 재판장에 들어섰다고 하였다. 또한 수다에서 그의 저서로 추정되는 '윤리학'(그리스어: Ἠθικά Ithika)과 '탐구'(그리스어: Ἐπισκεπτικά Episkeptika)가 언급되지만, 이 두 서적이 카이로네이아의 섹스투스의 것인지 또는 섹스투스 엠피리쿠스의 것인지는 불확실하다.
필로스트라토스는 마르쿠스 아우렐리우스가 노년이던 재위 말에 로마에서 가르침을 주던 섹스투스한테서 어떻게 가르침을 받았는지를 묘사한다:
 마르쿠스 황제는 보이오티아 출신의 철학자 섹스투스의 열렬한 제자로, 종종 그의 무리에 있었고 그의 집에 자주 다녔다. 이제 막 로마에 도착했던 루키우스는 가는 길에 만났던 마르쿠스 황제에게 당신은 어디로 가고, 어떤 심부름을 하느냐고 묻자, "늙은이라 하더라도 배우는 것이 좋다. 나는 철학자 섹스투스에게 내가 아직까지 모르는 것을 배우고 있다."라며 마르쿠스는 답하였다. 그러자 루키우스는 손을 하늘 위로 올리며, "오 제우스여, 노년의 로마인들의 왕은 서자판을 들고 학교에 갑니다."라고 말하였다.
이 만남에 대한 시기는 마르쿠스의 마지막 전쟁 출정 이전인 177–8년일 확률이 높다. 마르쿠스는 또한 섹스투스 앞에서 철학을 과시했다고 전해진다.
필로스트라토스는 또한 헤로데스 아티쿠스가 딸 엘피니케의 죽음에 대한 자신의 죽음에 대해 상담을 해주었던 섹스투스의 언급을 기록했다: "만일 당신이 딸에 대한 슬픔을 참는다면 딸에게 작은 선물도 주지 않는 것이다."
마르쿠스는 '명상록'에서 극찬하는 어투로 섹스투스에 대해 말하며, 섹스투스한테서 그가 받은 교육의 종류를 찾아볼 수 있다:
 섹스투스한테서 빚은 관대한 마음과 아버지다운 태도로 다스리는 가정의 본보기와 자연을 따라 사는 사상11을, 또한 편애에 흐르지 않고 신중해야 하며 친구들의 관심을 조심스럽게 살피고 무식한 사람이나 깊이 생각하지도 않은 의견을 내세우는 사람들도 관대하게 대해야 한다는 것을 배웠다. 그는 쉽게 모든 사람과 사귀는 힘을 갖고 있어서 그와의 사귐은 어떤 아첨보다도 더 즐거운 것이었다. 동시에 그는 그와 사귀는 사람들로부터 최대의 존경을 받고 있었다. 그는 지적이고 분석적인 방식으로 삶의 필수적인 원칙을 찾아내고 정리하는 재능을 갖고 있었기 때문이었다. 그는 분노나 기타의 격정을 나타낸 적이 없으며, 정념에 흔들리는 일이 전혀 없었고 언제나 친절했다. 그리고 그는 칭찬을 하는 경우에도 떠들썩하게 과시하지 않았으며, 그는 심원한 학식을 갖고 있었으나 허세를 부리지 않았다.
아풀레이우스는 '황금 당나귀'의 도입 부분에 섹스투스와 플루타르코스에 대해 경의를 표하였다. 섹스투스와 플루타르코스는 그의 후손인 아테네의 니카고라스 (180년경-250년)가 비문을 통해 다시 한번 언급하였고 그리고 니카고라스의 후손 히메리우스는 그의 어린 아들의 죽음에 대해 애가에서 또한 언급하였다.
내가 너에게 얼마나 큰 희망을 품었는가! 내 [악한] 혼이 나에게 얼마나 불운을 내린 것인가! 난 지금 미누키아누스보다 더 힘있고, 니카고라스보다 더 장엄하며, 플루타르코스보다 더 유창하고, 무소니우스보다 더 철학자다우며, 섹스투스보다 대담한 데다가, 그의 모든 선조들보다 뛰어나고 더 나은 그 사람을 한탄한다.
그는 히에로니무스가 '연대기에서 기재한, 제224회 올림피아 제전 (117년에서 121년) 때 활동했던 섹스투스일 수 있다: "카이로네아의 플루타르코스, 섹스투스, 아가토불로스, 오이노마우스 등이 주요 철학자들로 여겨진다." '게오르기오스 싱켈로스의 연대기'는 109년에서 120년까지 사건들과 관련된 섹스투스에 대해 비슷한 언급을 하였다 "과거에 철학자 카이로네이아의 플루타르코스는 황제로부터 그리스의 프로쿠라토르로 임명되었다. 아가토불로스와 오이노마우스와 더불어 철학자 섹스투스는 알려지고 있다." 게오르기오스 싱켈로스는 "철학자 카이로네이아의 플루타르코스의 조카 섹스투스"가 젊은 시절부터 알려져 (120년경에는 25세로 추정) 노년 (165년의 70세로 추정)에 황금기를 가졌다고 시사하며 165년부터 171년까지 시기 경력의 절정에 올랐다고 섹스투스를 다시 한번 언급한다.